# Aktion Erntefest
La Aktion Erntefest es el nombre en clave de la operación nazi de noviembre de 1943 de exterminio de todos los judíos que aún sobrevivían en el distrito de Lublin, en el interior de la Polonia ocupada. 

## Desarrollo
La operación «Erntefest» comenzó el 3 de noviembre de 1943. El calendario de la operación fue aparentemente establecido en respuesta a tentativas de algunos grupos de judíos de oponer resistencia a los nazis — por ejemplo, la sublevación de los campos de exterminio de Sobibor y de Treblinka, y la resistencia armada en los guetos de Varsovia, Białystok y Vilna. Las SS decidieron evitar nuevas revueltas exterminando a todos los judíos que permanecían en el territorio, sometidos a trabajos forzados en Trawniki, Poniatowa y Majdanek.
Fue Himmler quien dio la orden de esta operación al más alto responsable de la SS de Polonia, Friedrich-Wilhelm Krüger, quien delegó en el responsable de las SS del distrito de Lublin, Jacob Sporrenberg.
Cerca de 43.000 judíos fueron asesinados en esta operación, el mayor fusilamiento en masa de toda la Segunda Guerra Mundial, siendo solo superada en número por la masacre de Odessa de octubre de 1941, en la que fueron asesinados más de 50.000 judíos.